# Liburnia javana
Liburnia javana är en insektsart som beskrevs av Bierman 1910. Liburnia javana ingår i släktet Liburnia och familjen sporrstritar. Inga underarter finns listade i Catalogue of Life.